# Orectochilus
Orectochilus là một chi bọ cánh cứng bản địa của miền Cổ bắc (bao gồm châu Âu), Cận Đông và Bắc Phi.

## Hình ảnh

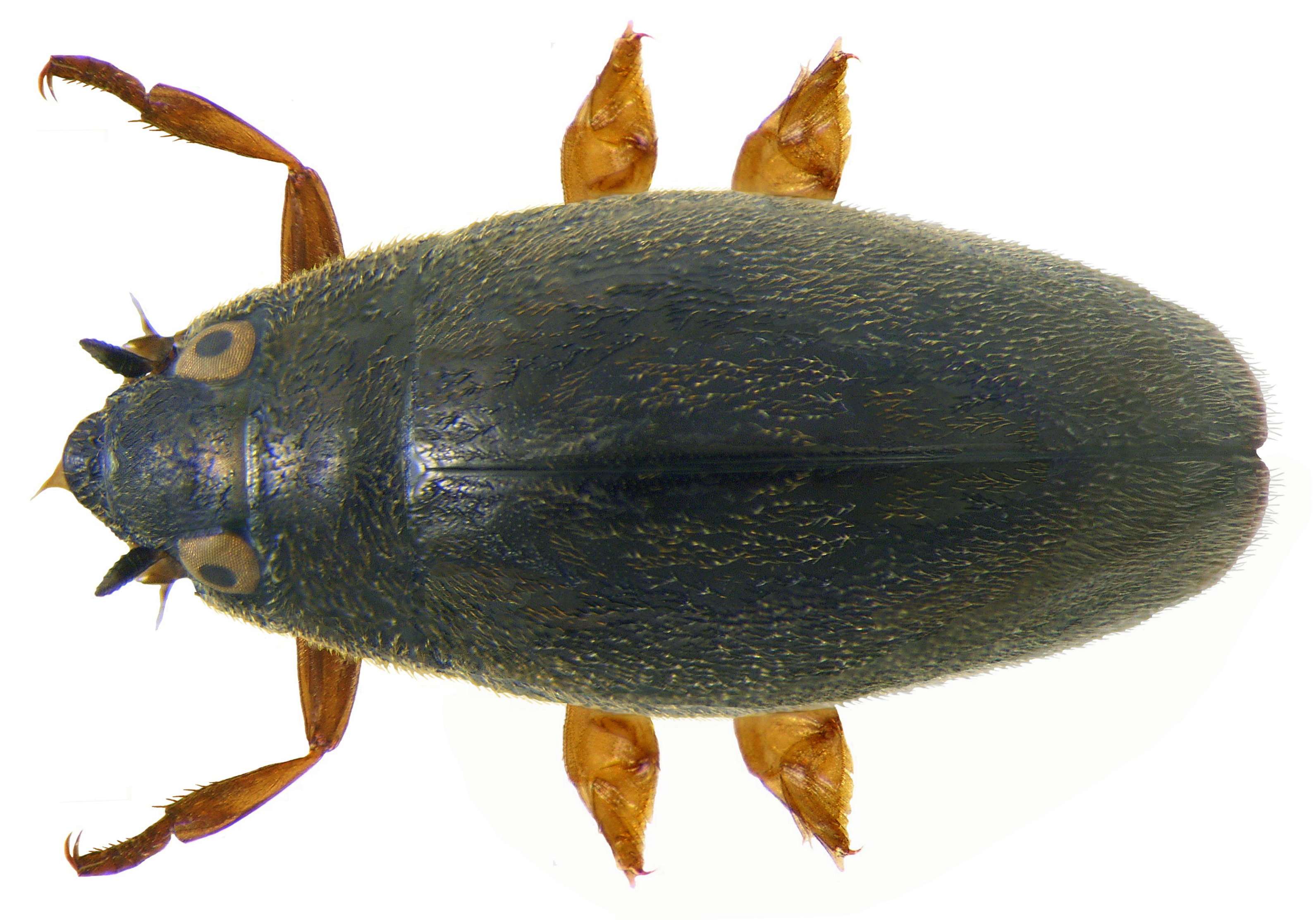